# Provincia di El Oued
La provincia di El Oued (in arabo ولاية الوادي) è una provincia (wilaya) dell'Algeria. Prende il nome dal suo capoluogo El Oued. Altre città importanti della provincia sono Guemar, Debila e Robbah.

## Popolazione
La provincia conta 647.548 abitanti, di cui 329.604 di genere maschile e 317.944 di genere femminile, con un tasso di crescita dal 1998 al 2008 del 2.6%.

## Geografia antropica

### Suddivisioni amministrative
Questa provincia è formata da 10 distretti, a loro volta divisi in 22 comuni.

Daïras de la wilaya d'El Oued

| Distretti     | Comuni                                |
| ------------- | ------------------------------------- |
| Bayadha       | Bayadha                               |
| Debila        | Debila, Hassani Abdelkrim             |
| El Oued       | El Oued, Kouinine                     |
| Guemar        | Guemar, Ourmas, Taghzout              |
| Hassi Khalifa | Hassi Khalifa, Trifaoui               |
| Magrane       | Magrane, Sidi Aoun                    |
| Mih Ouansa    | Mih Ouansa, Oued El Alenda            |
| Reguiba       | Hamraïa, Reguiba                      |
| Robbah        | Nakhla, Robbah, El Ogla               |
| Taleb Larbi   | Beni Guecha, Douar El Ma, Taleb Larbi |